# Марксист (Новосибирская область)
Марксист — упразднённый посёлок в Искитимском районе Новосибирской области. На момент упразднения входил в состав Тальменского сельсовета. Исключен из учётных данных в 1977 году.

## География
Посёлок располагался на правом берегу реки Бердь в месте впадения в нее реки Петушиха, в 3 км (по прямой) к западу от деревни Харино.

## История
Посёлок был основан в 1922 году. В 1928 году выселок Артель-Труд состоял из 7 хозяйств. В административном отношении входил в состав Горловского сельсовета Легостаевского района Новосибирского округа Сибирского края.
Решением Новосибирского облисполкома от 01.12.1977 г. № 799 посёлок исключен из учётных данных.

## Население
По переписи 1926 г. на выселке проживало 48 человек (25 мужчин и 23 женщины), основное население — русские